# Lamborghini Sesto Elemento
Der Lamborghini Sesto Elemento („sechstes Element“) ist ein nichtstraßentauglicher Sportwagen des italienischen Automobilherstellers Lamborghini. Der Name des Zweisitzers soll die Verbindung zum sechsten Element (Kohlenstoff) im Periodensystem der Elemente ausdrücken, da die Außenhaut des Sesto Elemento überwiegend aus kohlenstofffaserverstärktem Kunststoff besteht.

## Vorstellung
Das mit einem sequenziellen Sechsganggetriebe in Transaxle-Bauweise und Allradantrieb ausgestattete Fahrzeug wurde erstmals beim Pariser Autosalon 2010 vorgestellt. Das Fahrwerk, die Karosserie, die Antriebswellen und andere Fahrwerkskomponenten bestehen überwiegend aus  kohlenstofffaserverstärktem Kunststoff. Das Gesamtgewicht beträgt aufgrund dieser Leichtbauweise nur 999 Kilogramm.
Der Motor entwickelt eine Leistung von 419 kW (570 PS) und ein maximales Drehmoment von 539 Nm. Der 5,2-Liter-V10-Motor wurde vom Lamborghini Gallardo übernommen. Heiße Luft entweicht nach oben durch 10 sechseckige Öffnungen in der Motorhaube. Zwei Einlässe bringen kühle Luft zum Mittelmotor. Wegen der hohen Motorleistung und des niedrigen Gewichts beträgt das Leistungs-Gewichts-Verhältnis 1,75 kg pro PS. Der Lamborghini beschleunigt von 0 auf 100 km/h in 2,5 Sekunden und erreicht eine Höchstgeschwindigkeit von 350 km/h.

## Serienmodell
Das Serienmodell entspricht weitestgehend der Studie von 2010 und kam 2012 auf den Markt. Das Modell wurde auf 20 Fahrzeuge limitiert und kostete zur Premiere etwa 2,9 Mio. US$ (ca. 2,7 Mio. €). Alle Fahrzeuge sind bereits ausverkauft.